# Slipknot Demo
Slipknot (Demo) es un EP del álbum Slipknot. Fue una edición de pocos ejemplares lanzado al mercado para promocionar su álbum debut. Contiene cinco temas de gran factura , de los cuales sólo dos aparecen en su álbum debut.

## Lista de canciones
1. "Spit It Out" - 2:35
2. "Wait and Bleed - 2:33
3. "Snap" - 2:54
4. "Interloper" - 2:18
5. "Despise - 3:40

## Personal
| Slipknot - (#8) Corey Taylor - voz - (#7) Mick Thomson - guitarra - (#6) Shawn Crahan - percusión, coros - (#5) Craig Jones - sampler, sintetizador. - (#4) Josh Brainard - guitarra , sintetizador - (#3) Greg "Cuddles" Welts - percusión - (#2) Paul Gray - bajo - (#1) Joey Jordison - batería - (#0) Sid Wilson - DJ | Producción - Sean McMahon – productor discográfico, mixing for the demo album - Sean McMahon – mezcla - Rob Agnello – asistente de ingeniería de sonido - Eddy Schreyer – masterización - Monte Conner – A&R - Steve Richards – worldwide management - Jeffrey Light – representante legal |